# 轮船招商局大楼
轮船招商局大楼，位于中华人民共和国上海市中山东一路9号，是上海外滩建筑群的组成部分之一。大楼於1901年由轮船招商局在原旗昌洋行花园处延请玛礼逊洋行设计:15，并耗资9,900两白银建成。大楼落成后作为轮船招商总局的办公场所，抗战期间为保全资产由美商卫利韩公司代持，直至1946年初由招商局重新持有。1950年代后多次易手，包括上海区港务局、三机部九局、上海船厂、交通部上海船舶运输科学研究所、上海远洋公司、上海海事局等先后使用。1998年起，由招商局集团重新持有至今，为解决年久失修和改建的破坏影响，2001年起对建筑进行复工程，直至2004年修缮完毕。

## 历史

### 持有地产
1862年在金能亨的主持下，美商旗昌洋行开办旗昌轮船公司（Shanghai Steam Navigation Co.）并开始经营长江航运业务，首次开辟了上海至汉口间的航线。由于采用蒸汽船使得旗昌轮船逐渐垄断了长江航运业务，市场份额达80%。随后又于1867年开辟了上海至天津的航线，逐步进入近海航运市场。由于业务的扩张，1860年代至70年代的中国航运业被称为“旗昌时代”，其对中国原有的漕粮运输业造成毁灭性打击。但这也激发了当时洋务运动人士的关切，李鸿章於1872年12月23日向清廷递交了奏折，提请试办近代航运企业，三天后同治帝批准了这一请求。1873年1月17日，轮船招商公局在上海永安街（今永安路）正式开局:640。
轮船招商局成立后，以上海为中心，开辟了上海至汕头的沿海航线、上海至神户的远洋航线，并且涉足旗昌的传统航线上海至汉口。此前，英商太古洋行已加入到航线争夺中来，曾與旗昌洋行互相壓價試圖吞併對方。後又为排挤新成立的招商局，旗昌先期减低运费，部分航线由每吨7两减至1两。1873年7月，又与太古联手，达成运费协议，大幅降低运费:104。为此，招商局在官方扶持以及内部有效运作下，逐年增加资本总额、购入新轮船。至1876年，资本总额达到400万两，轮船共计16艘，总吨位11854吨。此外，招商局还发起成立仁济和保险公司，投资兴办开平煤矿，从而进一步节约经营成本，增加收益。在此情况下，旗昌洋行经营则日趋萎缩，由1871年净利94万两跌至1873年的10.6万两，股票则由每百两面额价值200余两跌至1875年的60两:34。加之南北战争结束，美国开始国内投资热潮，最终旗昌洋行决定退出中国市场，随於1876年提议由招商局并购该公司:35。在招商局新增轮船和股票急跌的影响下，最终旗昌洋行一再降价，最终达成协议按222万两价格完成并购，且先期付银仅需100万两，并购於1877年2月12日完成。招商局於1877年3月起，正式搬入外滩的原旗昌洋行北樓:38。

### 兴建与落成

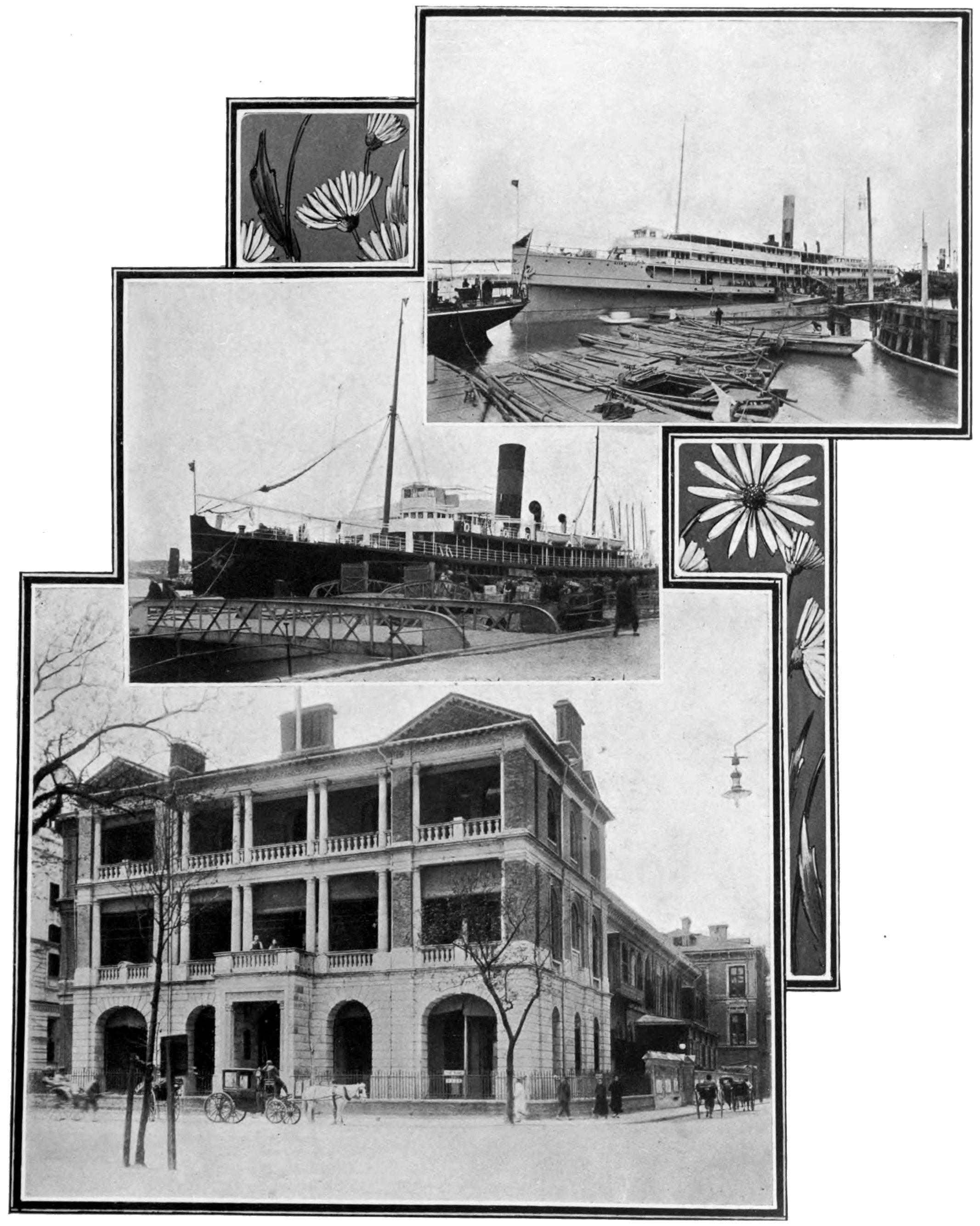
《Twentieth Century Impressions of Hongkong, Shanghai, and other Treaty Ports of China》一书中的早期招商局大楼（左下）

1885年，盛宣怀受清廷委任为招商局督办，但随着甲午战争失利，依附于李鸿章的盛宣怀备受压力。随后盛宣怀又改投新任直隶总督兼北洋大臣王文韶。在王文韶支持下，盛宣怀逐步改组招商局，并请王文韶将会办沈能虎调任通永道，从而招商局成为盛宣怀势力的根据。1901年在完全掌握招商局后，盛宣怀授意建造新办公大楼:45。
自1880年代以後，洋涇浜以北的外灘沿岸門牌就已固定，旗昌洋行原持有黄浦滩路（今中山東一路）7號至9號的地產。旗昌在該幅地塊內共建有兩座辦公樓，以方位不同稱為南樓、北樓。兩樓並不直接緊鄰黄浦滩路，在兩樓以東的入口處有一面積較大的花園。其中北樓作為旗昌輪船公司使用，并於1877年轉讓予輪船招商局。南樓則由旗昌洋行繼續使用，至1881年租予大北電報公司，旗昌洋行於1891年結業后出售給大北電報，1907年大北電報進行清拆，并利用原花園處興建了如今的大北電報公司大樓:47。新大楼建设於原旗昌洋行北樓东侧，该处原为花园，招商局遂聘请玛礼逊洋行设计了新的办公大楼，工程施工则由广东的建筑商赵道仁承包:55。建筑正面采用古典主义风格与仿文艺复兴风格，为连接原旗昌洋行大楼，又在每层安排了一条通道。建筑材料则基本由广东或香港运送而来，大楼最终耗资9900两白银。招商局所在大楼原应用8号門牌，但考慮到建築費用以及九字寓意“长长久久”最终选择9号作为其门牌:51。

### 抗战期间
自1901年落成後，先後進行多次重組，先後經歷官商合辦、官督商辦、商辦隸部、官督整理等多次改革。1928年，國民政府交通部命令招商局董事會成員辭職，并成立總管理處收歸為國營事業。1932年起依中国国民党中央常务会议决议，行政院命令收归国有并改稱國營招商局。1937年11月，由於淞滬會戰已近尾聲，上海局勢惡化。位於上海的招商局開始為長久抗戰作準備，招商局總經理蔡增基決定分成兩個部分，其中總局遷往香港。另外任命副總經理沈仲毅至南京設立長江業務管理處，管理沿江分局、處和撤入中上游的長江輪船:68。
為確保上海的局產不因抗日戰爭而落入日本手中，1937年11月，國營招商局與美商衛利韓公司訂立契約，將所持地產、船隻委託衛利韓公司代持。全套文件包括招商局財產轉讓契約、衛利韓向中國銀行等出具的保證契約、衛利韓向中央信託局出具的保證契約、招商局與衛利韓的實際契約、衛利韓的說明書、衛利韓的賣契、金利源等碼頭的租約。所有契約由中國銀行、交通銀行、中央信託局和中央銀行代理48家錢莊和11家銀行集團簽字生效。約定契約有效期兩年，後隨時局影響連續延期至7年。完成契約訂立后，招商局正式撤離上海與輪船招商局大樓:69。
衛利韓負責保管大樓至1941年12月太平洋戰爭爆發，之後招商局在滬的地產、碼頭和倉庫被日軍佔領，衛利韓本人為日軍俘虜。基於衛利韓公司已無法履約，1943年開始招商局決定解約以收回局產所有權。1944年，交通部令蔡增基與衛利韓公司交談解約事。7月13日，衛利韓公司函寄解約契約，契約內容主要包括抗戰期間衛利韓公司均按契約履約、申明賬務已被日軍佔有無法歸還以及請中國政府褒獎有關人員。但解除契約的契約須經中國銀行代表中國銀行團簽字方能生效。但中國銀行卻多次拒絕簽字，直至1946年初，才由時任中行總裁的貝淞蓀與衛利韓議定，採取衛利韓公司直接歸還招商局財產，而不另訂解約契約方得解決。輪船招商局大樓方才回到招商局手中:70。

### 产权更迭
抗戰勝利后，招商局奉命複員回滬，先由總經理徐學禹、副總經理沈仲毅先期由重慶返滬成立接收委員會，但將辦公地址設於廣東路93號的原上海市航運公會舊址。1945年9月24日，又遷入接收的廣東路20號原日本東亞海運株式會社大樓。10月23日，招商局全體由重慶返回，此後招商局即一直在廣東路20號辦公，直至1949年。在此期間，輪船招商局大樓先後有多家公司入駐，包括大達輪船公司、民生公司和大道公司:71。
1949年5月28日，中國人民解放軍上海市軍事管制委員會發佈命令，因“招商局股份有限公司為國民黨官僚資本企業”所以進行軍事監督和接管:146。1950年4月，招商局改組為國營中國人民輪船公司，大樓交上海區港務管理局經營管理:640。此後，招商局大樓經過多次轉手。1950年代末，上海區海運局搬入大樓。1961年又因上海市房地產管理局的要求，海運局將大樓底層的一般和二層北側的部分房間交付上海市房屋調整委員會，經由該會調撥給三機部九局上海辦事處作為宿舍。大廳後半部交付上海船廠業務造船大學使用。1963年，又應上海海運局的要求，將大樓交付交通部上海船舶運輸科學研究所使用。文革時，研究所又遷至浦東，大樓交給上海遠洋公司使用。1972年，上海港務局將大名路378號的房產與遠洋公司進行交換招商局大樓，并搬入。此後至1998年，該樓一直由上海港務局的港務監督（后更名為交通部上海海上安全監督局）使用。1998年，交通部重新出資興建上海海事局大樓，方才搬出:75-77。

### 重回招商局
考慮到海監局搬出，且輪船招商局大樓的歷史淵源，交通部於1998年12月發佈文件，同意將大樓無償撥付招商局集團使用。雙方于12月23日，由海監局與招商局集團舉行交接儀式。次年1月8日，招商局上海辦事處正式遷入大樓:84。
雖然產權劃歸招商局，但是因為原有房契於抗戰時期遺失，輪船招商局大樓長期未有辦理房產證:88。早在1990年代初，由於沒有房產證，上海海監局擬定的大樓修繕方案無法施行。因此，招商局集團隨即希望上海市政府協助解決這一事宜。2000年7月，上海市政府要求上海市房屋土地資源管理局研究辦理確權一事，並將結果上報市府。當年年末，招商局集團與上海市房管局訂立房產轉讓協議書，并最終於2001年4月辦妥產權證。招商局集團隨後開始了大樓修繕計劃:91。2004年修缮完成，招商局将底层与二层用于出租作为商铺，顶楼作为办公陈列使用:119。

## 建筑

大楼外观

### 原设计
大楼采用西方古典主义和仿文艺复兴建筑风格，为砖木结构，落成时的总面积约1,300平方米。该建筑整体坐西朝东，面向外滩的部分为主立面，呈三段式布局，即横向与竖向均分为三段。外滩的大部分建筑一般均使用花岗岩作为外立面材质，但招商局大楼的底层则采用大青石，二层与三层使用清水红砖墙，各层的门窗均采用拱形的木质门窗。主立面的中间部分为双柱外廊，左右两段为山花墙。大楼内部多为木质结构，包括地板、门窗和扶手栏杆等，其中扶手栏杆上有雕花。此外，在大楼北侧的西部与原办公楼连接处，又设置的专门的连接通道，其中底楼与二楼的通道是采用打通山墙的方式，三楼则用“过街楼”的方式修建复道进行联通。

### 修缮
由于长期不合理使用，至1998年招商局收回时，大楼已损坏严重。首先面临是彻底修复还是简单维修的问题。彻底维修则需要对整体结构进行加固，安装中央空调等机电设备，同时恢复外立面，预计费用高达上千万:96。最终招商局集团明确对大楼进行彻底的维修，同时聘请同济大学建筑系主任常青负责设计、罗小未教授担任顾问。同时拨付1200万元人民币作为修缮工程的资金:98。
因为外滩历史风貌区为国家级历史建筑保护区，沿线楼宇均为全国重点文物保护单位，因此修缮方案需各级政府职能部门确认，同时最终需报送文物部门审批。首先，通过模拟，确认了外立面恢复为清水红砖并不影响外滩整体风貌的呈现，从而确定了“修旧如初”的方案，包括恢复原已被拆毁的坡顶与山花:99-102。另外，原有的大楼建筑资料均未能找到留档，因此同济大学通过查阅19世纪末的其他建筑学资料，基于全面的测绘，最终完成了设计方案的制定:103:16。
当时建筑存在的问题包括主体承重由8根直径12厘米的实心钢柱承载，二层则用木梁，三层顶部的坡面在使用中於1961年又被改为混凝土平顶结构:15，各种方式均已不符合如今的建筑规范。另外三层东立面石柱上方的压顶梁出现断裂，各层木梁也已发生变形。最终，除外部墙体外，对内部所有结构进行拆除，并按目前建筑规范进行重建。施工过程中，又面临压桩、管涌、内部拆除、铲除水泥等诸多问题。最终，经过18个月的施工，於2004年12月26日全部竣工:104-118。